# كيت كوبر
كيت كوبر (بالإنجليزية: Kate Cooper)‏ هي باحثة في تاريخ العصور الكلاسيكية بريطانية، ولدت في 1960 في واشنطن العاصمة في الولايات المتحدة.

## وصلات خارجية
- الموقع الرسمي